# Яннік Понсеро
Янні́к Понсеро́ (Yannick Ponsero; *17 жовтня 1988, Ансі, Франція) — французький фігурист, що виступає в одиночному чоловічому катанні. Переможець національної першості з фігурного катання Франції 2009 року, призер Чемпіонатів світу з фігурного катання серед юніорів (срібло в 2005 і бронза в 2006 роках).

## Кар'єра
Яннік Понсеро «став на лід» (розпочав кататися на ковзанах) у 4-річному віці.
В сезоні 2008/2009, за відсутності лідера французької збірної Брайна Жубера виграв Чемпіонат Франції з фігурного катання. На Чемпіонаті Європи з фігурного катання 2009 року став четвертим, поступившись бельгійському фігуристу Кевіну ван дер Перрену, що виграв бронзову медаль, всього 0.06 балами, а на ЧС з фігурного катання 2009 року в Лос-Анджелесі, «заваливши» виконання довільної програми (17-й результат), посів лише 16-у позицію.

## Спортивні досягнення

### після 2008 року
| Змагання                               | 2008—2009 |
| -------------------------------------- | --------- |
| Чемпіонати світу з фігурного катання   | 16        |
| Чемпіонати Європи з фігурного катання  | 4         |
| Чемпіонати Франції з фігурного катання | 1         |
| Етапи Гран-прі: Skate Canada           | 4         |
| Етапи Гран-прі: NHK Trophy             | 3         |
| Турніри «Nebelhorn Trophy»             | 3         |
| Турніри «Coupe de Nice»                | 1         |

### до 2008 року

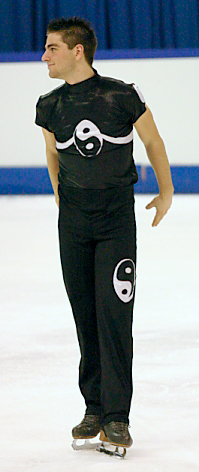
Я.Понсеро на Чемпіонаті світу серед юніорів 2005 року

| Змагання                                           | 2001—2002 | 2002—2003 | 2003—2004 | 2004—2005 | 2005—2006 | 2006—2007 | 2007—2008 |
| -------------------------------------------------- | --------- | --------- | --------- | --------- | --------- | --------- | --------- |
| Чемпіонати світу з фігурного катання               |           |           |           |           |           | 14        |           |
| Чемпіонати Європи з фігурного катання              |           |           |           |           |           | 12        | 12        |
| Чемпіонати світу з фігурного катання серед юніорів | 8         | 14        | 9         | 2         | 3         |           |           |
| Чемпіонати Франції з фігурного катання             | 14        |           | 10        | 5         | 5         | 2         | 2         |
| Турніри «French Masters»                           | 1J.       | 1J.       | 1J.       | 1J.       | 4         | 3         | 2         |
| Етапи Гран-прі: Cup of Russia                      |           |           |           |           |           |           | 6         |
| Етапи Гран-прі: Skate Canada                       |           |           |           |           |           | 6         | 6         |
| Етапи Гран-прі: Cup of China                       |           |           |           |           |           | 7         |           |
| Етапи Гран-прі: NHK Trophy                         |           |           |           |           | 7         |           |           |
| Етапи Гран-прі: Skate America                      |           |           |           |           | 5         |           |           |
| Турніри «Coupe de Nice»                            |           |           |           |           |           |           | 1         |
| Етапи юніорського Гран-прі, Німеччина              |           |           |           | 5         |           |           |           |
| Етапи юніорського Гран-прі, Франція                |           |           |           | 1         |           |           |           |
| Етапи юніорського Гран-прі, Польща                 |           |           | 6         |           |           |           |           |
| Етапи юніорського Гран-прі, Чехія                  |           |           | 5         |           |           |           |           |
| Етапи юніорського Гран-прі, Словаччина             |           | 3         |           |           |           |           |           |

- J. — юніорський рівень